# Javier Ponce
Javier Ponce Cevallos (Quito, 28 de abril de 1948) es un escritor, periodista y político ecuatoriano. Entre los cargos públicos que ha ocupado destacan el de Ministro de Defensa (2008-2012) y Ministro de Argricultura, Ganadería, Acuacultura y Pesca (2012-2017), ambos cargos durante el gobierno del presidente Rafael Correa.

## Biografía
Nació el 28 de abril de 1948 en Quito, provincia de Pichincha. Estudió la educación básica en la escuela Borja III y la secundaria en el Colegio San Gabriel. Debido a la influencia de su padre, durante su adolescencia fue un asiduo lector y creó el grupo de teatro «Hamblet». A los 13 años escribió su primera obra, la pieza teatral La novena grada.
A los 20 años se mudó a Francia y contrajo matrimonio con la activista y futura política Dolores Padilla. Durante su tiempo en París estudió sociología y continuó escribiendo teatro, además de poesía, aunque para mantenerse trabajó en hoteles realizando labores de limpieza. Regresó a Ecuador en la década de 1970 e ingresó a trabajar en medios de comunicación como periodista.
En 1982 publicó A espaldas de otros lenguajes, su primer poemario. Posteriormente publicó Escrito lejos (1984), Los códices de Lorenzo Trinidad (1984), Texto en ruinas (1999) y Afuera es la noche (2000).
Se inició en la narrativa con su novela El insomnio de Nazario Mieles, publicada en 1990, a la que le siguió Es tan difícil morir (1994). En 1998 publicó la novela Resígnate a perder, que el escritor y catedrático Miguel Donoso Pareja calificó como «notablemente mejor» a su primera novela. Resígnate a perder sigue la historia de Santos Feijó, un hombre que se desempeña como director del Archivo Histórico de Quito, y de sus dos amores, una mujer a quien llama Nadja, y un travesti dedicado a la prostitución conocido como «Caramelo».
Adicionalmente se desempeñó durante varios años como editorialista de los diarios Hoy y El Universo. Desde sus artículos fue crítico de los gastos que incurrían las Fuerzas Armadas de Ecuador, de su participación en proyectos de infraestructura relacionados con las áreas estratégicas del Estado y de los actos de violencia que cometían contra comunidades amazónicas contrarias a la explotación petrolera.

### Vida política
Entró a la vida política el 14 de agosto de 2007 como secretario particular del presidente Rafael Correa. El 9 de abril del año siguiente fue nombrado Ministro de Defensa, lo que fue criticado por personalidades como el exministro José Gallardo Román debido a las críticas pasadas que había hecho Ponce sobre el ejército. Durante su tiempo en el cargo presentó un informe en que se confirmaban supuestas infiltraciones en el ejército de miembros con conexiones a la CIA, quienes habrían recibido dinero a cambio de espionaje para dar soporte al Plan Colombia.
El 23 de abril de 2012 dejó el Ministerio de Defensa y fue nombrado Ministro de Argricultura, Ganadería, Acuacultura y Pesca por el presidente Correa, quien le encomendó mejorar la productividad y trabajar en la democratización de tierras.

## Obras
Novelas
- El insomnio de Nazario Mieles (1990)
- Es tan difícil morir (1994)
- Resígnate a perder (1998)

Poesía
- A espaldas de otros lenguajes (1982)
- Escrito lejos (1984)
- Los códices de Lorenzo Trinidad (1984)
- Texto en ruinas (1999)
- Afuera es la noche (2000)